# Caroline Wilkinson
Caroline M. Wilkinson (Mánchester, 27 de octubre de 1965) es una antropóloga británica, profesora en la Escuela de Arte y Diseño de la Universidad John Moores de Liverpool desde 2014. Es conocida principalmente por su trabajo en reconstrucción facial forense. Ha sido colaboradora de muchos programas de televisión sobre el tema, así como la recreadora de las efigies de los reyes Ricardo III de Inglaterra en 2013 y de Roberto I de Escocia en 2016.
Wilkinson obtuvo su doctorado en antropología facial por la Universidad de Mánchester en el año 2000, y entre 2000 y 2005 dirigió la Unidad de Arte y Medicina de dicha universidad. Entre 2005 y 2014 enseñó en la Universidad de Dundee en el Centro de Anatomía e Identificación Humana, donde desde 2011 fue profesora de Identificación Craneofacial y jefa de Identificación Humana.
Se dio a conocer por primera vez a la audiencia de televisión como resultado de sus apariciones regulares en la serie de la BBC Meet the Ancestors, y también apareció en History Cold Case mientras trabajaba en la Universidad de Dundee.

## Trabajos

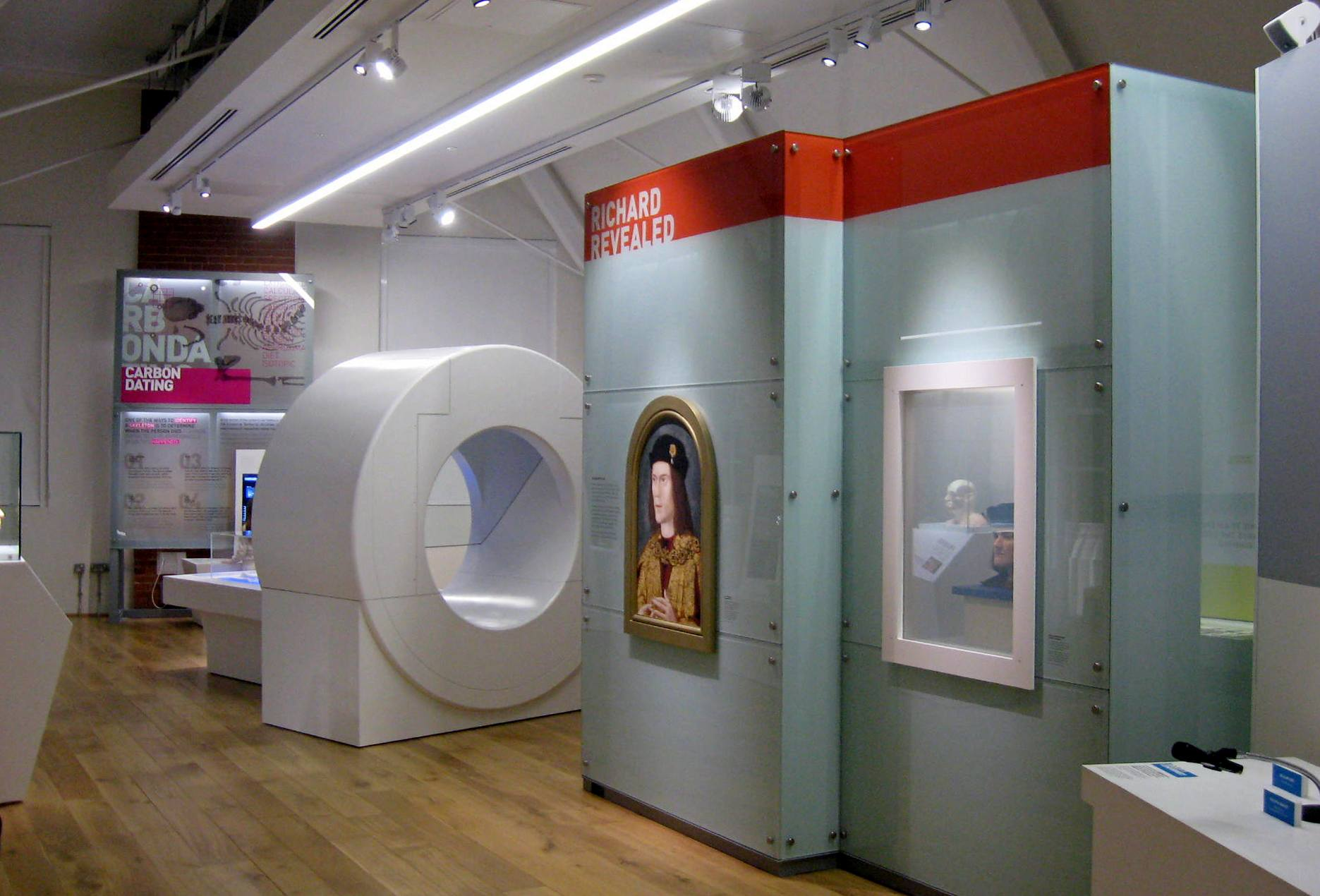
Centro de visitantes de Ricardo III, donde se conserva la recreación facial del monarca.

En 2013, Wilkinson realizó una reconstrucción facial del rey Ricardo III, cuyos restos habían sido descubiertos durante las obras de un aparcamiento en la ciudad de Leicester, muy cerca del lugar en el que se documentó que falleció, siendo identificados positivamente mediante ADN.
En diciembre de ese año, Wilkinson creó una reconstrucción facial de San Nicolás, trabajando a partir del conocimiento anatómico, los datos de profundidad del tejido y la última tecnología de reconstrucción. A partir de sus restos óseos, se supo que su nariz rota había "sanado asimétricamente, dándole una nariz característica y una apariencia facial rugosa".
En 2016, Wilkinson ayudó a crear reconstrucciones faciales de Roberto I de Escocia, utilizando un cráneo que se cree que perteneció al rey escocés. Se crearon dos versiones, una estándar y otra basada en la creencia de que había padecido lepra.
Ha sido autora de varios trabajos sobre el tema de la identificación y representación facial.
En 2012, fue elegida miembro de la Royal Society of Edinburgh y recibió el premio RSE Senior de 2013 a la participación pública. Wilkinson fue galardonada con la medalla Combined Royal Colleges de la Royal Photographic Society en 2016.